# Anna (mynt)
För andra betydelser, se Anna (olika betydelser).

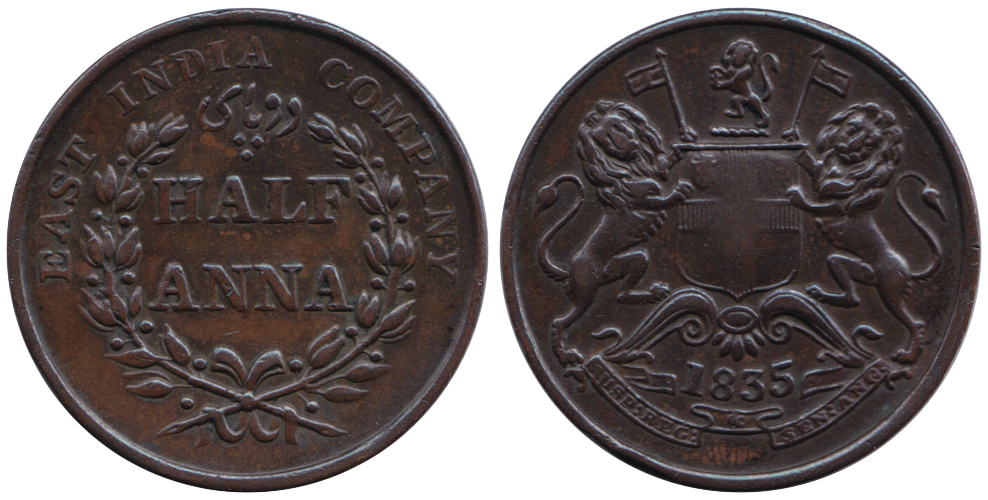
1/2 anna, Brittiska Ostindiska Kompaniet, 1835.

Anna (hindi ana) var ett myntnominal i Främre Indien under tiden för det brittiska styret, präglad fram till 1947.
En Anna motsvarade 1/16 rupie, 4 pice och 12 pie. Mynten hade Brittiska Ostindiska Kompaniets vapen på ena sidan och präglades i valörerna 1 anna (nickel), samt i valörerna 2, 4 och 8 anna (silver, från 1908 i nickel). Lägre valörer präglades i koppar.